# União das Freguesias de Nogueira, Fraião e Lamaçães
Die União das Freguesias de Nogueira, Fraião e Lamaçães ist eine portugiesische Gemeinde (Freguesia) im Kreis (Concelho) Braga, Distrikt Braga, im Nordwesten Portugals.

## Geschichte
Die Gemeinde entstand im Zuge der Gebietsreform vom 29. September 2013 durch die Zusammenlegung der ehemaligen Gemeinden Nogueira, Fraião und Lamaçães.
Nogueira wurde Sitz der neuen Verwaltung.

## Demographie

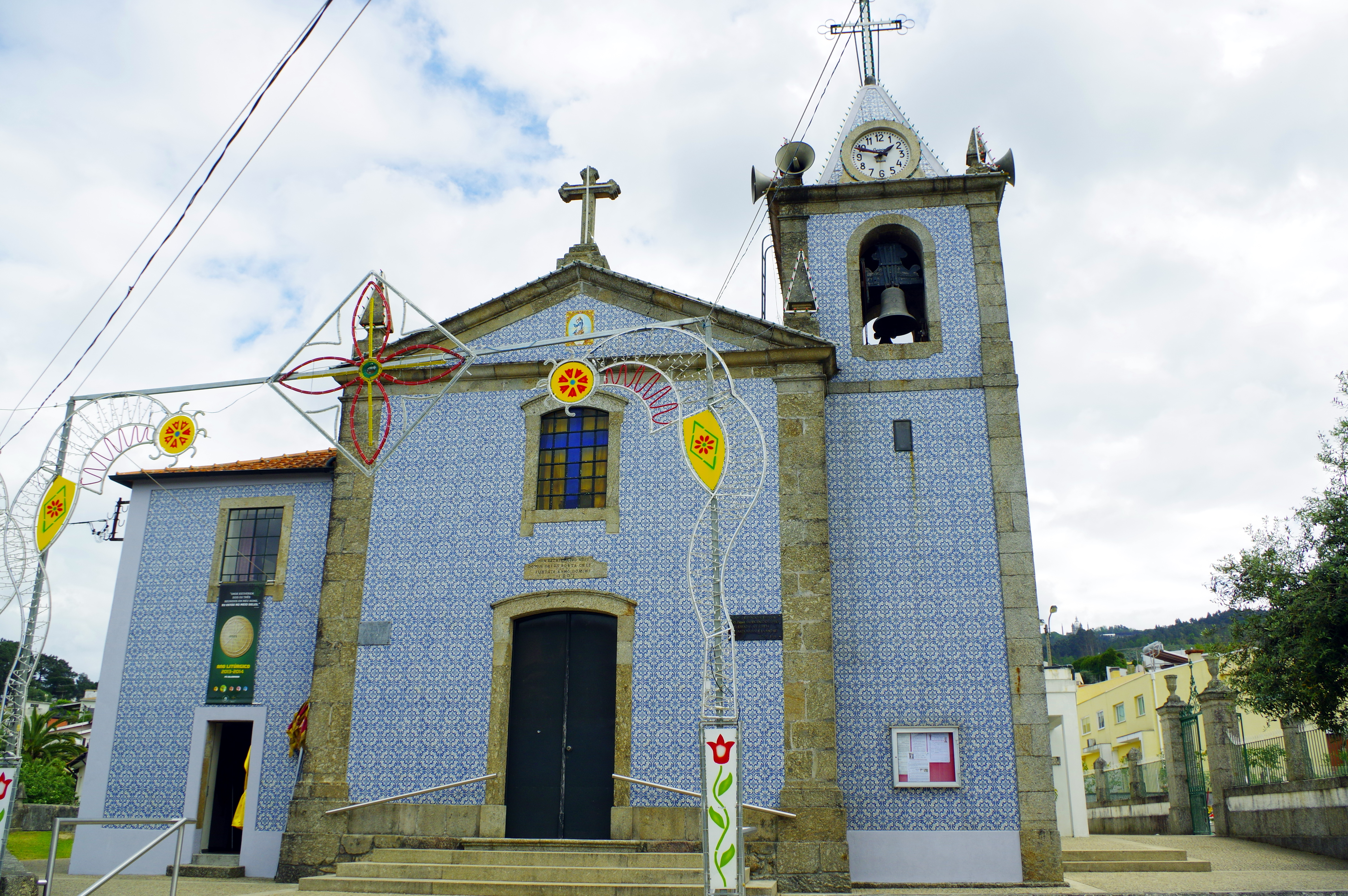
Pfarrkirche von Lamaçães

| Freguesia | Freguesia                   | Freguesia | Freguesia       | ehemalige Freguesias | ehemalige Freguesias | ehemalige Freguesias | ehemalige Freguesias |
| --------- | --------------------------- | --------- | --------------- | -------------------- | -------------------- | -------------------- | -------------------- |
| Wappen    | Freguesia                   | Einwohner | Fläche in (km²) | Wappen               | Freguesia            | Einwohner            | Fläche in (km²)      |
|           | Nogueira, Fraião e Lamaçães | 15015     | 8,4             |                      | Nogueira             | 5917                 | 5,22                 |
|           | Nogueira, Fraião e Lamaçães | 15015     | 8,4             | Fraião               | 4595                 | 1,22                 |                      |
|           | Nogueira, Fraião e Lamaçães | 15015     | 8,4             | Lamaçães             | 2525                 | 1,95                 |                      |